# 則松亜海
則松 亜海（のりまつ あみ、1991年6月19日 - ）は、日本のミュージカル女優。元宝塚歌劇団雪組の娘役。
千葉県千葉市、慶應義塾女子高等学校出身。身長164cm。愛称は「あみ」。宝塚歌劇団時代の芸名は夢華 あみ（ゆめか あみ）。

## 来歴
2008年、宝塚音楽学校入学。
2010年、宝塚歌劇団に96期生として首席入団。月組公演「THE SCARLET PIMPERNEL」で夢華あみとして初舞台。その後、雪組に配属。
入団時より優れた歌唱と演技力で注目を集め、同年、水夏希・愛原実花トップコンビ退団公演となる「ロジェ」で、新人公演初ヒロイン。入団1年目での抜擢となった。
2011年、音月桂トップ大劇場お披露目となる「ロミオとジュリエット」で、ヒロインのジュリエット役に舞羽美海とダブルキャストで抜擢。かつて大地真央の相手役を務めた黒木瞳を超えるスピードで大劇場ヒロインを務める。同年のバウ・ワークショップ「灼熱の彼方」で、星乃あんりとバウホール公演ダブルヒロイン。
2013年、壮一帆・愛加あゆトップコンビ大劇場お披露目となる「ベルサイユのばら」で、2度目の新人公演ヒロイン。マリー・アントワネット役を演じる。
2014年2月9日、「Shall we ダンス?／CONGRATULATIONS 宝塚!!」東京公演千秋楽をもって、宝塚歌劇団を退団。
退団後は則松亜海と改名し、舞台を中心に活動を続けている。
2022年、俳優の渡辺大輔と2020年末に結婚していたことを報告した。

## 宝塚歌劇団時代の主な舞台

### 初舞台
- 2010年4 - 5月、月組『THE SCARLET PIMPERNEL（スカーレット ピンパーネル）』（宝塚大劇場のみ）

### 雪組時代
- 2010年6 - 9月、『ロジェ』 - 新人公演：レア（本役：愛原実花）『ロック・オン!』 新人公演初ヒロイン[4][5]
- 2010年10 - 11月、『はじめて愛した』（ドラマシティ・日本青年館） - ナタリー
- 2011年1 - 3月、『ロミオとジュリエット』 - ジュリエット[注釈 1] 大劇場ヒロイン[注釈 2][6][5][7]
- 2011年7月、『灼熱の彼方〜「オデュセウス編」と「コモドゥス編」〜』（バウホール） - アンヌ バウWSヒロイン
- 2011年9 - 11月、『仮面の男』『ROYAL STRAIGHT FLUSH!!』
- 2012年1月、『インフィニティ-限りなき世界-』（バウホール）
- 2012年3 - 5月、『ドン・カルロス』 - 新人公演：エボリ公女（本役：愛加あゆ）『Shining Rhythm!』
- 2012年7 - 8月、『双曲線上のカルテ』（バウホール・日本青年館） - アニータ・リナルディ 初エトワール
- 2012年10 - 12月、『JIN-仁-』 - 登勢／看護婦、新人公演：野風（本役：愛加あゆ）『GOLD SPARK!-この一瞬を永遠に-』
- 2013年2月、『若き日の唄は忘れじ』 - せつ『Shining Rhythm!』（中日劇場）
- 2013年4 - 7月、『ベルサイユのばら-フェルゼン編-』 - ソフィア、新人公演：マリー・アントワネット（本役：愛加あゆ） 新人公演ヒロイン、エトワール[8][5]
- 2013年8 - 9月、『若き日の唄は忘れじ』 - せつ『ナルシス・ノアールII』（全国ツアー）
- 2013年11 - 2014年2月、『Shall we ダンス?』 - リジット、新人公演：ジョセリン・ハーツ（本役：愛加あゆ）『CONGRATULATIONS 宝塚!!』 退団公演[9]

## 宝塚歌劇団退団後の主な活動

### 舞台
- 2015年3 - 4月、『タイタニック』（シアターコクーン・ドラマシティ） - ケイト・マクゴーワン[9]
- 2016年4 - 6月、『1789 -バスティーユの恋人たち-』（帝国劇場・梅田芸術劇場） - リュシル
- 2016年10 - 11月、『スカーレット・ピンパーネル』（赤坂ACTシアター・梅田芸術劇場・東京国際フォーラム） - マリー・グロショルツ
- 2017年3月、『マリウス』（日生劇場）
- 2017年5 - 6月、『あさひなぐ』（EX THEATER ROPPONGI・森ノ宮ピロティホール・愛知県芸術劇場） - 福留やす子
- 2017年8 - 9月、『にんじん』（新橋演舞場・大阪松竹座）
- 2017年11 - 12月、『スカーレット・ピンパーネル』（梅田芸術劇場・TBS赤坂ACTシアター） - マリー・グロショルツ
- 2018年1 - 2月、『マタ・ハリ』（梅田芸術劇場・東京国際フォーラム）
- 2018年4 - 7月、『1789-バスティーユの恋人たち-』（帝国劇場・新歌舞伎座・博多座） - リュシル[10]
- 2020年11 - 12月、『NINE』（TBS赤坂ACTシアター・梅田芸術劇場）[11]
- 2021年10 - 11月、『ドン・ジュアン』（梅田芸術劇場・TBS赤坂ACTシアター）[12]
- 2022年7 - 8月、『ミス・サイゴン』（帝国劇場） - ジジ[注釈 3][13]